# Jochem Myjer
Bernard Edward Jochem Mijjer (Leiden, 22 april 1977), algemeen bekend als Jochem Myjer, is een Nederlands komiek, cabaretier, musicus, presentator, imitator, kinderboekenschrijver en acteur.

## Biografie

### Jeugd en opleiding
Myjer groeide op in Zutphen, waar hij lager onderwijs volgde op basisschool Het Kelderslag en middelbaar onderwijs op het Baudartius College. Hij verhuisde halverwege de jaren negentig weer naar zijn geboorteplaats Leiden, waar hij het Stedelijk Gymnasium bezocht. Na zijn eindexamen ging hij biologie studeren in Groningen. Zijn studie gaf hij na twee jaar op om fulltime cabaretier te worden.

### Theater
Myjer komt over als een energieke cabaretier. In zijn show Adéhadé zet hij zichzelf neer als volwassene met ADHD, wat hij ook in werkelijkheid heeft. Myjer is erg muzikaal en begeleidt zichzelf vaak op piano, maar ook wel op andere instrumenten zoals viool of accordeon. Verder imiteert hij bekende personen, zoals Marc-Marie Huijbregts, Willibrord Frequin, Piet Paulusma, Jos Brink, Gaston Starreveld, Herman van Veen, Henk Westbroek, Paul Jambers, Nico Zwinkels, Jules Deelder, Martin Gaus, Cas Spijkers, Extince, Chris Zegers, Jan van Veen, André van Duin, Nico Dijkshoorn, Stef Bos, Peter R. de Vries, Rinie van den Elzen en Lange Frans en personages als Ab Normaal, Samson en Dominee Gremdaat.

### Televisie
Naast cabaret en muziek heeft Jochem Myjer een tijdje gepresenteerd bij de VARA, zoals in 2006 de 27e tv-show van Kinderen voor Kinderen. Verder verleende hij zijn medewerking aan verscheidene radioprogramma's. Hij was invalpresentator van Leuk Is Anders, hij presenteerde een tijdje 's Nachts is anders en werkte mee aan Spijkers met koppen.
Begin 2008 behaalde een fragment van De Mike & Thomas Show, waarin Myjer zijn imitatietalent toont, de derde plaats in de verkiezing van TV-moment van het Jaar 2007 van de VARA.
Op 2 oktober 2009 werd aan hem de erepenning van de stad Leiden toegekend vanwege zijn ambassadeurschap voor de stad en zijn betrokkenheid bij (vaak ook Leidse) goede doelen. In datzelfde jaar vroeg de regisseur van het Sinterklaasjournaal hem voor de rol van Pietje Paniek. Hij vertolkte deze rol tot 2015.
In 2021 presenteerde hij het programma Jochem in de Wolken. Daarin vliegt hij samen met ballonvaarder Ike Visser in een luchtballon over natuurgebieden in Nederland.

### Kinderboekenschrijver
Jochem Myjer schreef in 2015 het kinderboek De Gorgels met illustraties van Rick de Haas dat in 2016 de jaarlijkse Prijs van de Nederlandse Kinderjury won. Inmiddels is het boek uitgebracht als luisterboek. In november 2016 kwam het prentenboek De Wereld van de Gorgels uit. Op 31 oktober 2018 kwam het derde boek van De Gorgels uit: De Gorgels en het geheim van de gletsjer.

## Persoonlijk
De vader van Jochem, Egbert Myjer, was tot zijn pensionering rechter bij het Europese Hof voor de Rechten van de Mens.
Jochem Myjer had vanaf 2006 een relatie met Marloes Nova, zangeres in de band Soulvation. Op 4 december 2009 vroeg hij haar tijdens zijn voorstelling in Carré ten huwelijk. Ze hebben samen een dochter en een zoon. In december 2022 maakte Jochem bekend dat hij en Marloes uit elkaar waren. 
In augustus 2011 werd een tumor in Myjers ruggenmerg ontdekt. Hierdoor werd zijn nieuwe theatertour Even geduld Aub tot september 2012 geannuleerd. Het bleek om een goedaardig gezwel te gaan, dat geheel lijkt te zijn verwijderd. Door zijn gezondheidsproblemen kon hij daarna echter nog maar 2 tot 3 keer per week een voorstelling doen.

## Programma's

### Geen Gemyjer (1997)
Myjer debuteerde met deze korte voorstelling op het Groninger Studenten Cabaret Festival van 1997 en won de eerste prijs.

### Gegabber (1998-2000)
Myjer vertelt dat hij van nature een gabber is. Hij wordt steeds kaler en eindigt als de ultieme gabber. Onder gegabber verstaat hij snelheid, brutaliteit, vrijheid, absurditeit, hilariteit en heel veel feesten.

### Adéhadé (2001-2003)
Myjer vertelt dat hij ADHD heeft en beschrijft hoe het voor hém is om daarmee te leven: als kleuter de blokkentorens van anderen omver schoppen; zijn moeder op Moederdag wekken met een 'lief' wakker-worden-liedje; zijn aversie tegen bejaarden, vooral in de sauna; en zelfs de pauze van zijn voorstelling vindt hij al te lang duren. Hij heeft dan ook een flitspaal op het podium staan, voor als hij te snel gaat.

### Yeee-Haa! (2004-2006)

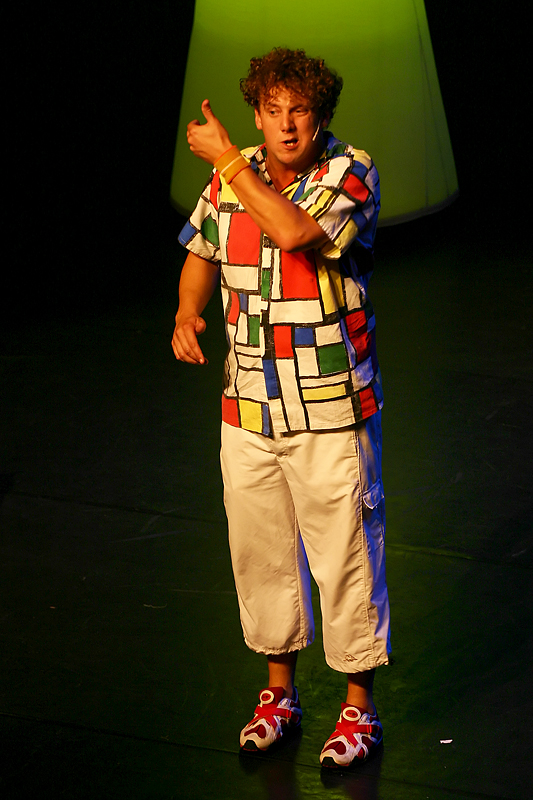
Jochem Myjer tijdens zijn voorstelling Yeee-haa!

Myjer speelde de voorstelling 334 keer, waarvan tweemaal in Carré in Amsterdam.

Het decor bestaat uit Triviantpartjes en bij elk partje hoort een droom. Hij vertelt over zijn schoolreisje, zijn vriendinnetjes en gezinsleden, die hij elk een absurde eigenschap meegeeft. Ook doet hij imitaties van bekende Nederlandse zangers op de piano. Een lijn die door zijn hele verhaal heenloopt, is zijn vrolijkheid en positivisme. Hij noemt dit zelf het yeee-haa-gevoel.

### De Rust Zelve (2007-2010)
De show gaat vooral over zijn verschillende vrienden in Leiden en mensen die deze stad met hem delen. Hij vertelt over zijn buurkinderen Halfzeven, Halfacht en Halfnegen, doet imitaties van bekende Nederlanders terwijl hij op de trilband staat en krijgt links en rechts van hem hologrammen van zichzelf die met hem meedansen.

### Even Geduld Aub! (2012-2015)
Dit theaterprogramma zou in 2011 van start gaan, maar werd vanwege de tumor in Myjers ruggenmerg uitgesteld tot 14 september 2012, toen hij de try-outs voor zijn show weer oppakte. De première van de eigenlijke voorstelling was op 21 december 2012 in Myjers woonplaats Leiden. De show liep door tot eind november 2015. Myjer vertelt in de show over zijn tijd op de basisschool en zijn tijd in het ziekenhuis. Daarnaast doet hij imitaties van Bekende Nederlanders en Nederlandse dialecten.

### Adem in, adem uit (2016-2019)
Deze show gaat over Myjers dagelijks leven. Onder meer over zijn gezin, maar ook over zijn vakantie en gewoontes, liefde voor de natuur en vogels. De show, opgenomen in het Koninklijk Theater Carré, werd op Nieuwjaarsdag 2020 uitgezonden op SBS6. De reacties op social media waren zeer lovend en enthousiast. Op 31 december 2020 werd de show opnieuw uitgezonden, wederom op SBS6.

### Net Alsof (2023-heden)
Net Alsof is de eerste avondvullende voorstelling van Myjer sinds 2019. In 2023 is hij begonnen met de try-outs.

## Prijzen
- 1997: jury- en publieksprijs Groninger Studenten Cabaret Festival
- 2010: CabaretAward voor beste cabaretier, voor zijn voorstelling De rust zelve
- 2014: allereerste André van Duin Comedy Award, een tweejaarlijkse prijs voor een talent voor het comedytheater, uitgereikt door zijn grote voorbeeld André van Duin
- 2018: Poelifinario voor Adem in, adem uit
- 2019: Prijs van de Nederlandse Kinderjury voor De Gorgels en het geheim van de gletsjer
- 2022: Toon Hermans Award[9]
- 2024: Platina boeken van het CPNB voor De Gorgels en De Gorgels en het geheim van de gletsjer
- 2024: Gouden boeken van het CPNB voor De Gorgels en de laatste kans en De wereld van de Gorgels.

## Discografie

### Single
| Single met eventuele hitnotering(en) in de Nederlandse Top 40 | Datum van verschijnen | Datum van binnenkomst | Hoogste positie | Aantal weken | Opmerkingen                 |
| ------------------------------------------------------------- | --------------------- | --------------------- | --------------- | ------------ | --------------------------- |
| Mijn dag!                                                     | 2010                  | 11-12-2010            | 31              | 5            | Nr. 2 in de Single Top 100  |
| La la la Leiden                                               | 2013                  | -                     |                 |              | Nr. 51 in de Single Top 100 |

### Dvd's
- Adéhadé (2004)
- Yeee-haa! (2007)
- De Rust Zelve (2010)
- Even Geduld Aub! (2015)
- Adem in, Adem uit (2019)

### Bestseller 60
| Boeken met noteringen in de Nederlandse Bestseller 60 | Jaar van verschijnen | Datum van binnenkomst | Hoogste positie | Aantal weken | Opmerkingen                                                                   |
| ----------------------------------------------------- | -------------------- | --------------------- | --------------- | ------------ | ----------------------------------------------------------------------------- |
| De Gorgels                                            | 2015                 | 09-09-2015            | 2               | 125          | bekroond met de Prijs van de Nederlandse Kinderjury in de categorie 6-9 jaar. |
| De wereld van de Gorgels                              | 2016                 | 23-11-2016            | 4               | 14           |                                                                               |
| De Gorgels en het geheim van de gletsjer              | 2018                 | 07-11-2018            | 1(3wk)          | 42           |                                                                               |
| De Gorgels en de grote operatie                       | 2020                 | 26-02-2020            | 2               | 13           |                                                                               |
| De Gorgels - En toen?                                 | 2020                 | 09-09-2020            | 25              | 3            | lees- en invulboek                                                            |
| De Gorgeltjes trakteren de dieren                     | 2022                 | 01-06-2022            | 37              | 1            |                                                                               |
| De Gorgels en de laatste kans                         | 2022                 | 23-11-2022            | 1(3wk)          | 18           |                                                                               |
| Het grote boek van de Gorgels en de Brutelaars        | 2024                 | 13-11-2024            | 25              | 4            |                                                                               |

## Wetenswaardigheden
- Jochem Myjer is sinds 2008 ambassadeur van de stichting Energy4All, die zich inzet om energiestofwisselingsziekten meer bekendheid te geven en in de toekomst een medicijn. Hij doet dit samen met Jochem van Gelder. Myjer heeft voor deze stichting ook de single Mijn dag uitgebracht.
- Myjer speelde rolletjes in de volgende muziekvideo's:
  - Kamelenteen van Barry Badpak
  - TIME van Rigby
  - Waait waait weg van Wesley Klein
- Bij de landelijke intocht van Sinterklaas van 1986, die in Zutphen plaatsvond, had toenmalig burgemeester Jan de Vries twee kinderen bij zich. Een van die twee was de toen negenjarige Jochem Myjer, die in Zutphen opgroeide. Ruim twintig jaar later zou hij als Pietje Paniek in het Sinterklaasjournaal zitten en ook meedoen aan de landelijke intocht.[11]
- In het tv-programma Verborgen verleden komt Myjer erachter dat hij direct afstamt van Jan VI van Nassau-Dillenburg, de broer van de Vader des Vaderlands Willem van Oranje. Ook blijkt hij een nazaat te zijn van de Friese jonker Onno Zwier van Haren.
- Zijn boek De Gorgels en het geheim van de gletsjer was het best verkochte kinderboek van 2018.[12]
- In het najaar van 2024 vertolkte hij de rol van arts in de bioscoopfilm Opa Cor.[13]